# Elena Abramovitch
Pour les articles homonymes, voir Abramovitch.
Elena Abramovitch (en biélorusse : Алена Абрамовіч et en russe : Елена Абрамович), née le 18 juillet 1981 à Minsk, est une handballeuse internationale biélorusse.

## Palmarès

### En club
Compétitions internationales
- vainqueur de la Coupe des vainqueurs de coupe en 2011 et 2012

Compétitions nationales
- Deuxième du Championnat de Hongrie (3) : 2012, 2013, 2014
- Finaliste de la Coupe de Hongrie (2) : 2013, 2014